# Leonard Leisching
Leonard Leisching est un boxeur sud-africain né le 11 septembre 1934 et mort le 25 février 2018.

## Biographie
Leonard Leisching participe aux Jeux olympiques d'été de 1952 en combattant dans la catégorie des poids plumes et remporte la médaille de bronze.

## Palmarès

### Jeux olympiques
- Médaille de bronze en -57 kg en 1952 à Helsinki,  Finlande